# گیکاو
گیکاو (به آلمانی: Giekau) یک شهر در آلمان است که در Plön (District) واقع شده‌است. گیکاو ۱٬۱۰۴ نفر جمعیت دارد.